# Palpita jansei
Palpita jansei là một loài bướm đêm trong họ Crambidae.